# Gigaspora albida
Gigaspora albida är en svampart som beskrevs av N.C. Schenck & G.S. Sm. 1982. Gigaspora albida ingår i släktet Gigaspora och familjen Gigasporaceae.   Inga underarter finns listade i Catalogue of Life.